# Geocharis submersus
Geocharis submersus – gatunek chrząszcza z rodziny biegaczowatych i podrodziny Trechinae.

## Taksonomia
Gatunek ten został opisany w 2003 roku przez Artura R. M. Serrano i Carlosa A. S. Aguiara

## Opis
Chrząszcz bezoki i bezskrzydły. Pokrywy 1,7 do 1,9 razy dłuższe niż szerokie, a ich górna część z dwiema parami szczecinek: przednią i tylną. Wewnętrzna krawędź tylnych ud nieuzbrojona (bez ząbków). W widoku bocznym środkowy płat edeagusa łukowaty i niepowiększony przed wierzchołkiem, a zarówno w widoku bocznym jak i grzbietowym jego wierzchołek zaokrąglony. Wewnętrzny woreczek edeagusa z dwoma zwiniętymi sklerytami. Lewa paramera z dwoma szczecinkami wierzchołkowymi i o krawędzi grzbietowo-nasadowej słabiej rozwiniętej niż u G. moscatelus.

## Rozprzestrzenienie
Gatunek palearktyczny, endemiczny dla Półwyspu Iberyjskiego, gdzie wykazany został z Portugalii i Hiszpanii.